# Самерсет (Кентаки)
Самерсет (енгл. Somerset) град је у америчкој савезној држави Кентаки.

## Демографија
По попису из 2010. године број становника је 11.196, што је 156 (-1,4%) становника мање него 2000. године.
| Група             | 2000.          | 2010.          |
| Белци             | 10.608 (93,4%) | 10.120 (90,4%) |
| Афроамериканци    | 416 (3,7%)     | 389 (3,5%)     |
| Азијати           | 81 (0,7%)      | 76 (0,7%)      |
| Хиспаноамериканци | 112 (1,0%)     | 414 (3,7%)     |
| Укупно            | 11.352         | 11.196         |